# Crypsirina
Crypsirina Vieillot, 1816 è un genere di uccelli passeriformi della famiglia dei corvidi.

## Etimologia
Il nome scientifico del genere, Crypsirina, deriva dall'unione delle parole greche κρυπτω (kryptō/kruptō, "nascondersi") e ῥινος (rhinos, "naso"), col significato di "naso nascosto", in riferimento alle piccole narici ricoperte da piumino sericeo.

## Descrizione

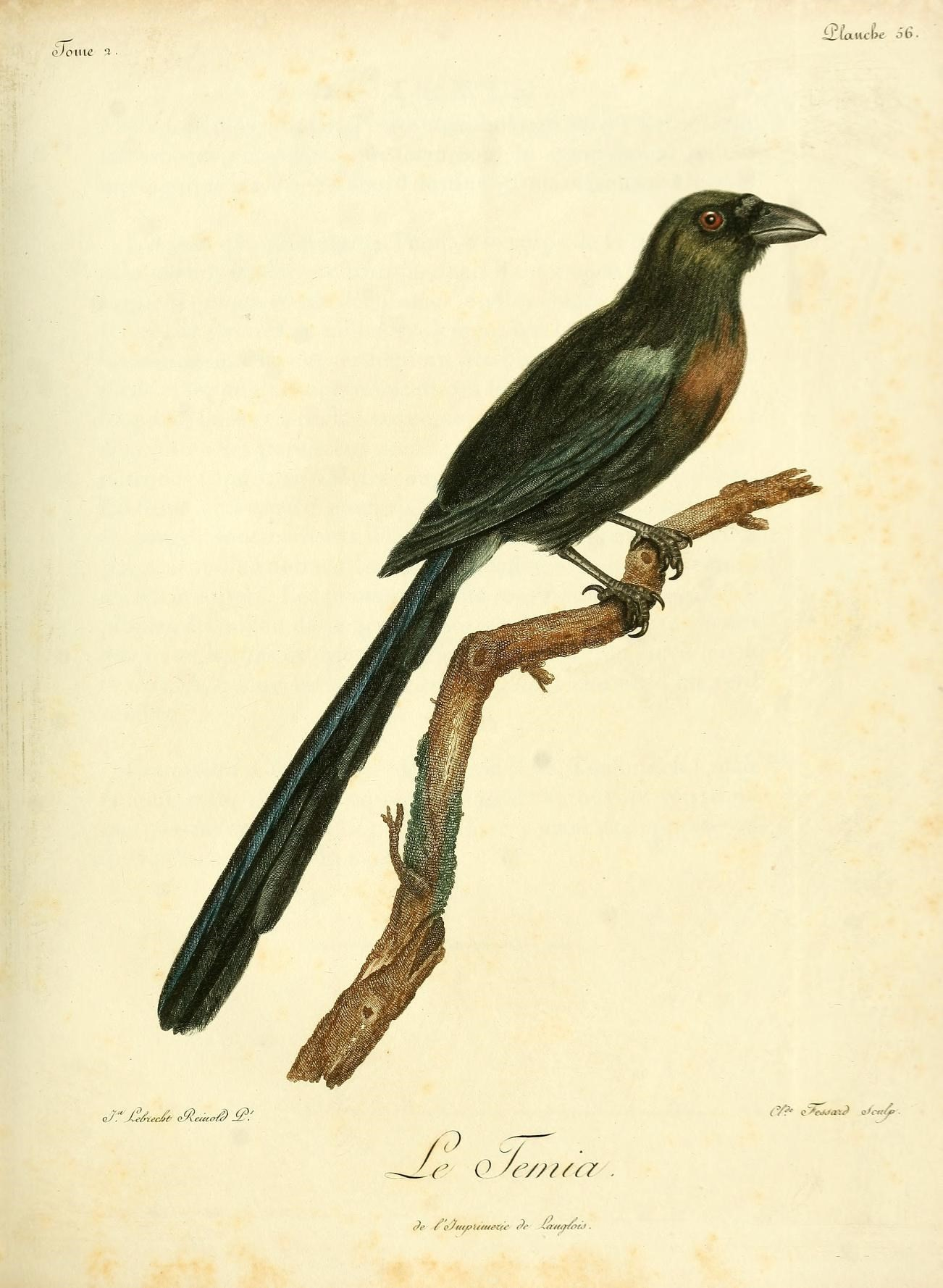
C. temia.

Si tratta di corvidi di medie dimensioni (29–33 cm), dall'aspetto robusto ma slanciato, muniti di testa arrotondata con grosso becco robusto e lievemente arcuato verso il basso, ali appuntite e digitate, forti zampe e lunga coda (almeno quanto il corpo) dalla caratteristica estremità allargata.

La livrea è grigia o verdastra, con presenza di piumino sericeo nero alla base del becco e grandi occhi colorati.

## Biologia
Si tratta di uccelli diurni, che vivono in coppie o in gruppetti, rivelandosi molto riservati e muovendosi perlopiù nella canopia, nutrendosi di frutta, bacche e piccoli animali.

Monogami, nidificano durante la prima metà dell'anno: il maschio nutre la femmina durante la cova e collabora con lei nella costruzione del nido a coppa e nell'alimentazione dei nidiacei fino alla loro indipendenza.

## Distribuzione e habitat
Le due specie sono diffuse nella foresta pluviale del Sud-est asiatico, con un endemismo birmano (la dendrogazza monaca) e la dendrogazza codaracchetta che popola l'Indocina ed il nord della penisola malese.

## Tassonomia
Al genere vengono ascritte due specie:
Famiglia Corvidae
- Genere Crypsirina
  - Crypsirina temia (Daudin, 1800) - dendrogazza codaracchetta
  - Crypsirina cucullata Jerdon, 1862 - dendrogazza monaca

Nell'ambito dei corvidi, il genere Crypsirina occupa un clade intermedio fra le dendrogazze del genere Dendrocitta ed i sister taxa Temnurus e Platysmurus.